# Belmonte de Tajo
Pour les articles homonymes, voir Belmonte.
Belmonte de Tajo est une commune de la communauté de Madrid, en Espagne.